# طلقة

شرح أجزاء الطلقة:
1. رأس الطلقة وهو الجزء المقذوف منها.
2. الخرطوشة الغلاف الذي يجمع أجزاء الطلقة.
3.البارود.
4. حافة قاعدة الرصاصة لتخرج من السلاح
5. الصاعق مكان ضرب مطرقة السلاح لاشعال البارود بداخل الرصاصة

الطلقة (الجمع: طَلَقَات) أو البندق والواحد بندقة (منها أتى اسم بندقية)، يسميها البعض بالرصاصة، هي قطعة معدنية أسطوانية الشكل تطلق من سلاح ناري، والطلقات النارية ذات أحجام وأنواع مختلفة وحجمها يعتمد على نوع السلاح الذي تطلق منه وقطر فوهته، حيث لكل طلقة رقم محدد، تتكون الرصاصة من مظروف معدني يحوي على مادة متفجرة وإطلاقة معدنية تندفع نحو هدفها عندما يضرب الزناد طرف المظروف السفلي عند الكبسولة التي تشعل المادة المتفجرة (البارود) فتنطلق الطلقة نحو الهدف وهناك طلقات يكون لها انفجار ثاني عند أصابتها الهدف مما يزيد من فعاليتها وخطرها.
في الطقس الجاف عند درجة حرارة 20 °C تبلغ سرعة الرصاصة 343 m/s وبطبيعة الحال تتباين سرعة الرصاصة بناءً على حالة الجو والضغط وسرعة الرياح.

## تاريخ الرصاص

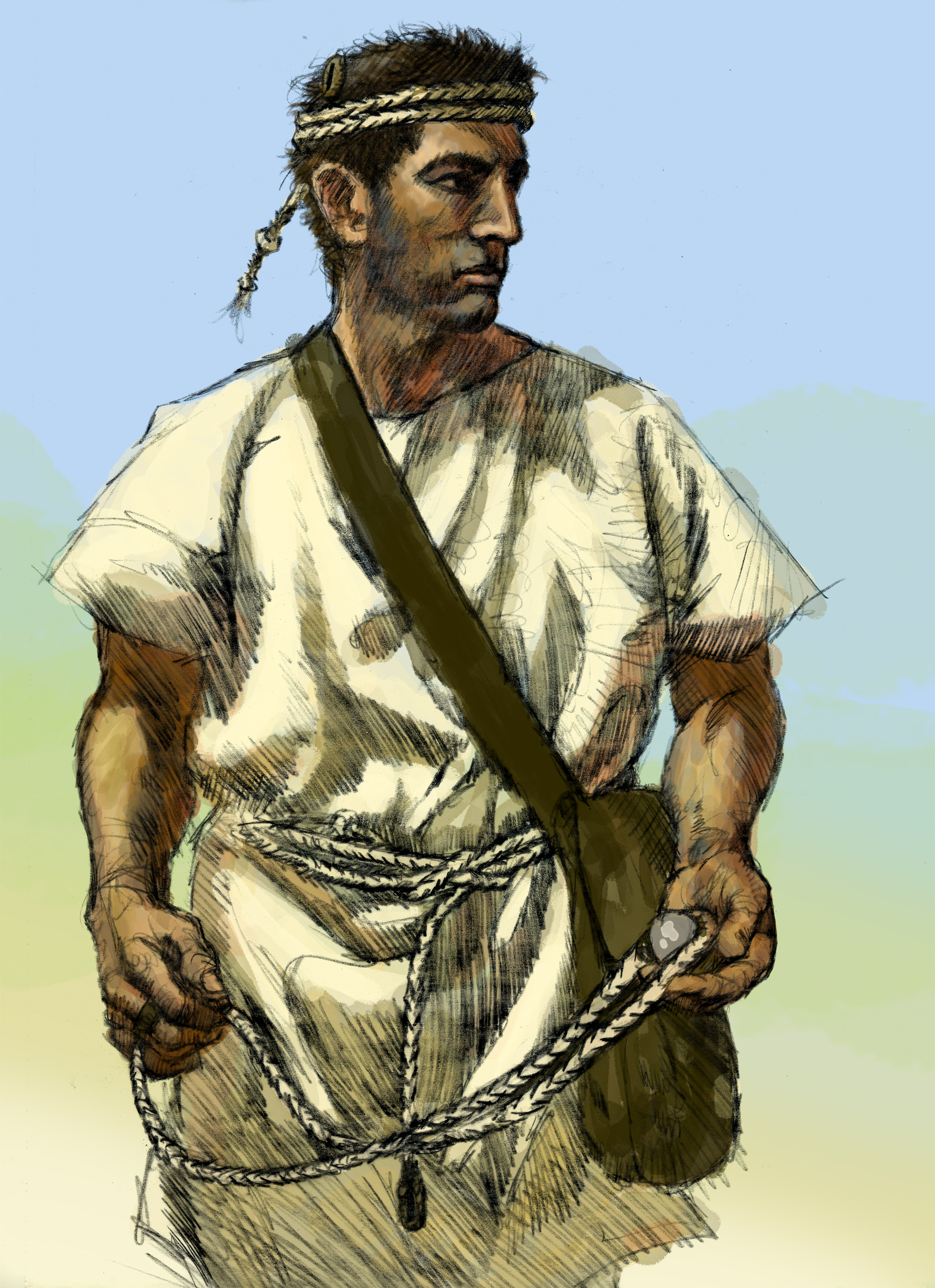
رجل يحمل المقلاع لرمي الحصى

بدأ تاريخ استخدام المقذوفات قبل الميلاد حيث كان الناس يستخدمون المقلاع وهو عبارة عن حبل أو خيط في منتصفه قطعة جلد يوضع بوسطها حجر، وعبر تحريك الحبل بشكل دائري متكرر ثم افلات أحد طرفي الحبل ينطلق المقذوف بتجاه الهدف، وكان المقذوف بالغالب قطعة حجر صغيره من الحصى.

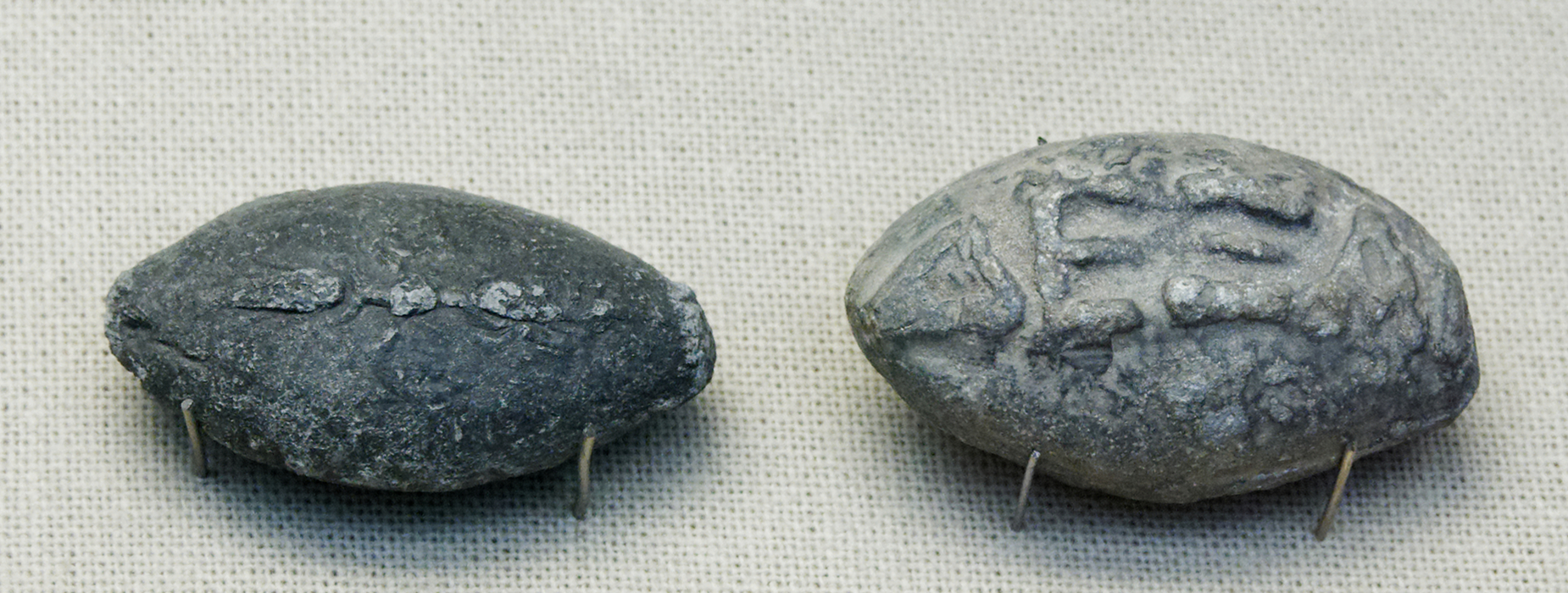
رصاصة المقلاع في القرن الرابع قبل الميلاد (المتحف البريطاني)

## أقسام الرصاصة التقليدية
- المقذوف : أو ما يسمى «العبرود» وهو رأس الرصاصة.[3]
- الظرف أو (المظروف) : وهو القسم الموجود به البارود والصاعق وهوالذي يخرج من السلاح بعد الإطلاق.

## رصاصة الشوتغن
رصاصة الشوتغن (بالإنجليزية: Shotgun) تتميز بغلاف من البلاستيك أو الورق المقوى وتحتوي على كرات معدنية صغيرة مخلوطة بالبارود تنتشر بعد الإطلاق لتغطي مساحة أكبر من الرصاصة التقليدية، وهي غالباً تستخدم للصيد.

## مقاس الرصاصة
مقاس الرصاصة يختلف من سلاح ناري لآخر ويسمى العيار أو عيار السلاح ويقاس بالمليمتر بالرمز mm .

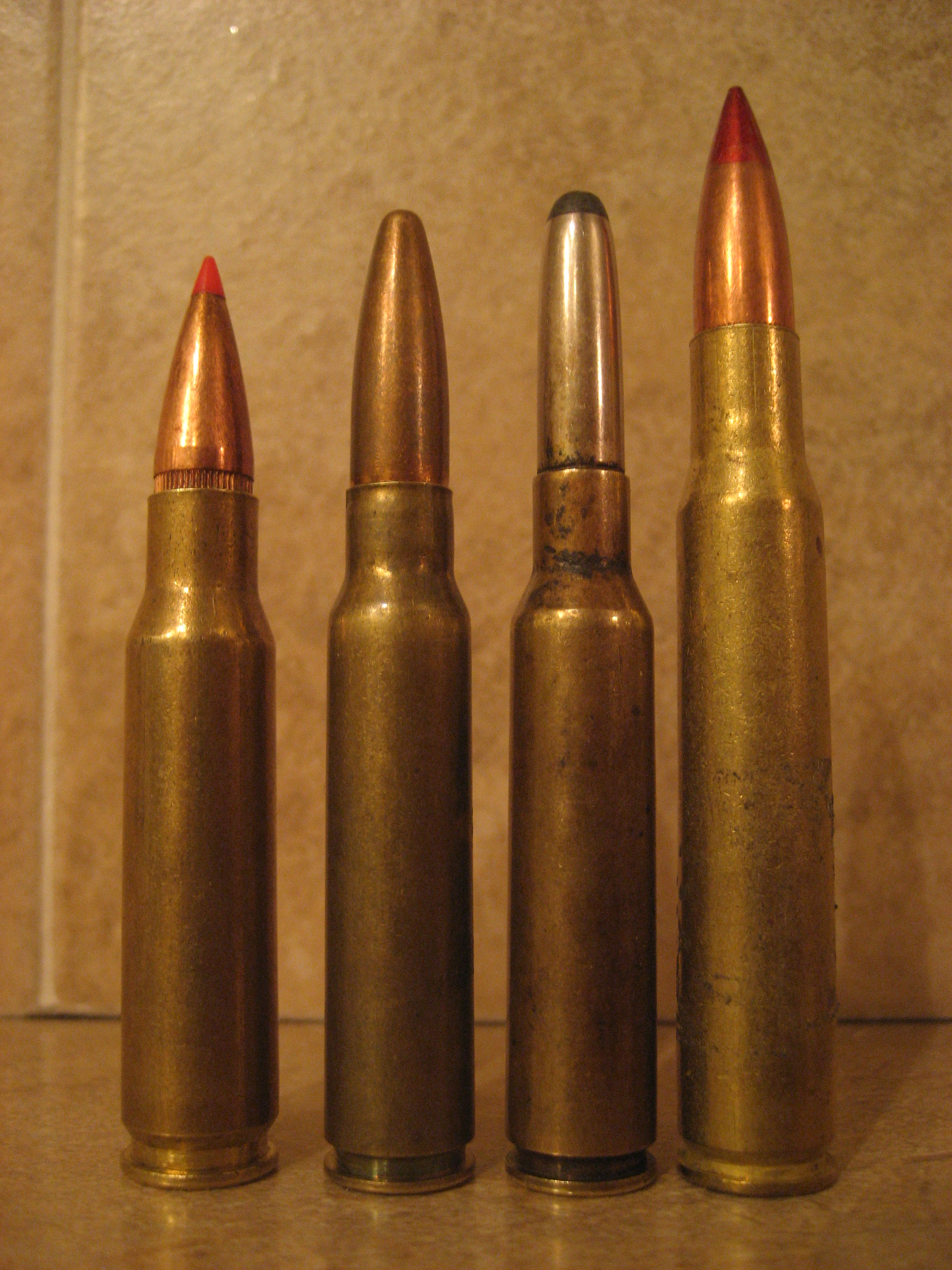
رصاص بأحجام مختلفة